# Dominik Biemann
Dominik Biemann, född 1800, död 1857, var en böhmisk glasgravör.
Biemann blev känd för sina tjockväggiga glasbägare med graverade dekorer, främst porträtt men även landskap och andra motiv.

### Fotnoter
1. 1 2  Tjeckiska nationalbibliotekets databas, NKC-ID: xx0203253, läst: 23 november 2019.[källa från Wikidata]
2. ↑  Andreas Beyer & Bénédicte Savoy (red.), Artists of the World Online, K.G. Saur Verlag och Walter de Gruyter, 2009, 10.1515/AKL, Artists of the World konstnärs-ID: 10124798.[källa från Wikidata]
3. ↑  Archive of Fine Arts, abART person-ID: 21997, läst: 1 april 2021.[källa från Wikidata]
4. ↑  abART, abART person-ID: 21997, läst: 9 augusti 2021.[källa från Wikidata]
5. 1 2 3  Archive of Fine Arts, abART person-ID: 21997, läst: 1 april 2021.[källa från Wikidata]
6. ↑  Tjeckiska nationalbibliotekets databas, NKC-ID: xx0203253, läst: 17 december 2022.[källa från Wikidata]